# Lista di lingue artificiali
Questo lista di lingue artificiali (o pianificate) racchiude tutti gli idiomi creati da un singolo creatore (glottoteta), o un ristretto gruppo di ideatori, appartenente ad uno dei tre gruppi principali: lingue artistiche, ausiliarie o logiche/filosofiche.

## Lingue artistiche
- Abcadefghan, Allow-ese, Betelguese, Capistano, Cathaganiano, Cathanay, Curdine, Entree, Foreignester, Hapaxlegominia, Hartileas B, Instantaneous Dakis, Mickle-ese, O-Lev-Lit, U-thaliano e Untowards - Alcune delle lingue fittizie parlate dai personaggi del film Le cadute di Peter Greenaway
- Aklo - Un'antica e oscura lingua nelle opere di Howard Phillips Lovecraft.
- Albhed - Lingua del popolo Albhed in Final Fantasy X.
- Antica lingua - (2003) Un antico linguaggio che permette di usare la magia e descrive la vera natura delle cose nel Ciclo dell'Eredità di Christopher Paolini
- Antico - Un linguaggio alieno usato nelle serie tv di fantascienza Stargate SG-1 e Stargate Atlantis.
- Antico idioma - (1990) Dalla serie Wheel of Time di Robert Jordan.
- Arumbabya - Dai libri di Tintin.
- Atlantiano - (2001) Creata da Marc Okrand per il film Disney Atlantis, l'impero perduto
- Babel-17 - Creata da Samuel R. Delany per il romanzo di fantascienza Babel-17.
- Baronh - (1996) Da Seikai no Monsho (Crest of the Stars) di Morioka Hiroyuki e altri.
- Basic Galattico - La lingua franca nell'universo di Guerre stellari.
- Brutopiano - La lingua di Brutopia.
- Click Talk - Da Flaming Carrot.
- D'ni - (1994) Dalla serie di videogiochi e romanzi di Myst.
- Dothraki - (2011) sviluppata da David J. Peterson per la serie TV Il Trono di Spade (Game of Thrones; basata sulla saga Cronache del ghiaccio e del fuoco di George R. R. Martin)
- Drac - Da The Enemy Papers di Barry B. Longyear.
- Enochiano - (1600) La lingua angelica illustrata da Edward Kelley.
- Flatula - (2002) dal film di animazione della Disney Il pianeta del tesoro.
- Fremen - lingua del popolo nativo di Arrakis, dal romanzo Dune di Frank Herbert.
- Furbish - (1998) La lingua de pupazzi elettronici Furby.
- Galach - Lingua universale dell'Impero dal ciclo di romanzi Dune di Frank Herbert.
- Gargish - Dalla serie di videoghiochi Ultima.
- Goa'uld - (1997) Un linguaggio alieno usato nella serie tv di fantascienza Stargate SG-1.
- Grande Lingua - Lingua universale di Fantàsia dal romanzo La storia infinita di Michael Ende.
- Kad'k - (Dwarfish / lingua dei nani) Dal Mondo Disco di Terry Pratchett.
- Kēlen - (1980) Un linguaggio alieno creato da Sylvia Sotomayor.
- Kobaïan - (1970) Dal pianeta fantastico creato dal musicista francese Christian Vander. Il linguaggio suona all'orecchio come la sua band di progressive rock: Magma.
- Láadan - (1982) Dal racconto di fantascienza Native Tongue di Suzette Haden Elgin.
- Lapino - (1972) Da La collina dei conigli di Richard Adams.
- Lillipuziano - (1726) Lingua parlata dal popolo di Lilliput nel libro I viaggi di Gulliver di Jonathan Swift.
- Linguaggio da battaglia degli Atreides - Dal romanzo Dune di Frank Herbert.
- Lingua Indaco - (2015) Creata da Massimo Acciai e presente in suoi racconti.
- Lingua infernale - Presente in un solo verso della Commedia di Dante Alighieri.
- Lingua kryptoniana - Lingua parlata dagli abitanti del pianeta Krypton.
- Lingue valyriane - Famiglia linguistica sviluppata da David J. Peterson per la serie TV Il Trono di Spade (Game of Thrones; basata sulla saga Cronache del ghiaccio e del fuoco di George R. R. Martin).
- Mando'a - (o Mandaloriano, 2005) Un linguaggio alieno creato da Karen Traviss per l'universo di Guerre stellari.
- Marain - La lingua comune della Cultura nei romanzi di Iain Banks.
- Minbari - Lingua parlata dall'omonima specie dell'universo di Babylon 5.
- Mondano - Dal ciclo delle porte di Nancy Kress.
- Neolingua - (1948) Da 1984 di George Orwell.
- Nadsat - (1961) Da Arancia meccanica di Anthony Burgess.
- Lingua Na'vi - Lingua creata da Paul Frommer per il film Avatar, e parlata dai Na'vi, gli abitanti di Pandora.
- Pakuni - Da La valle dei dinosauri, creata da Victoria Fromkin, PhD.
- Parlata cittadina - Un miscuglio di Giapponese, Spagnolo e Tedesco, più Ungherese e Francese, parlato nelle strade sovraffollate e multietniche della Los Angeles del 2019 in Blade Runner. Usata anche in molti giochi di ruolo di genere cyberpunk.
- Pinguish - La lingua di Pingu, un pinguino animato protagonista del cartone omonimo.
- Ptydepe - Da Il Memorandum di Václav Havel.
- Simlish - (1999) Creata dalla Maxis Games per la serie di videogiochi The Sims.
- Syldaviano - (1938) Dalle storie di Tintin di Hergé.
- Sperethiel - La lingua delle nazioni elfiche di Tir Tairngire e Tir na Nog, dal gioco di ruolo Shadowrun.
- Stark - (abbreviazione di Star Common) Una lingua comune interstellare basata sull'inglese dalla serie Ender di Orson Scott Card.
- Talossan - (1980) Creata da R. Ben Madison.
- Tenctonese - (1988) Dal film Alien Nation: nazione di alieni e dalla serie tv  Alien Nation, ideati da Van Ling e Kenneth Johnson.
- Tho Fan - Creata da Wolf Wikeley per il videogioco per Xbox Jade Empire.
- Thosk - (1992) Creata da Dean Easton come lingua alternativa.
- Troll - Da Discworld di Terry Pratchett.
- Unas - (1997) Un linguaggio alieno usato nella serie tv di fantascienza Stargate SG-1.
- Ulam - Lingua inventata da Anthony Burgess per il film La guerra del fuoco
- Utopiano - Apparsa in un poema di Petrus Gilles e ripresa da Tommaso Moro ne l'Utopia.
- Venedico - Utilizzata nella storia alternativa Ill Bethisad, di Jan van Steenbergen.
- Vonlenska - Creata dal gruppo musicale islandese Sigur Rós, in particolare dal cantante Jón Þór Birgisson.
- Yilanè - Dalla serie West Of Eden di Harry Harrison.
- Molte lingue parlate da Panurge in Rabelais Pantagruel (1532).
- Terranglo, Symbospeech, Alto Thranx, e Basso Thranx, e un certo numero di altre lingue create da Alan Dean Foster per il suo Humanx Commonwealth milieu.

### Lingue di Star Trek
- Klingon - (1984) Creata da James Doohan e Marc Okrand.
- Linguacode - La lingua comune della Federazione.
- Romulano - (1990) Lingua non ufficiale creata da Diane Duane.
- Vulcaniano - (1979) Creata da Gene Roddenberry.

### Lingue di J. R. R. Tolkien
- Adûnaic
- Avarin
- Dalish
- Doriathrin
- Drûg
- Dunlending
- Esterling

- Eldarin comune
- Elfico primitivo
- Entese
- Haladin
- Haradrim
- Hobbittish

- Khuzdul
- Linguaggio nero
- Nandorin
- Ñoldorin Quenya
- Ovestron
- Quenya

- Rohirric
- Sindarin
- Taliska
- Telerin
- Valarin
- Vanyarin

### Lingue artistiche amatoriali
Lingue di recente pubblicazione o pubblicate solo su Internet:
- Amman-Iar - (1990) Lingua fantasy creata da David Bell.
- Areidansk - (1988) Creata da Carmelo Lupini e sviluppata partendo da radici indo-europee.
- Ate(Eit) - (2005) Dal 2007 lingua ufficiale della confraternita degli Ate(Eit).
- Apnumikan - (2014) È una lingua libera del gruppo Mikan.
- Arodjun - (2021) Creata da Rober Cole.
- Brithenig - (1996) Creata dall'inventore della storia alternativa di Ill Bethisad, Andrew Smith.
- Eldich - (2022) Lingua creata da David Tait ispirata ai linguaggi elfici di Tolkien.
- DiLingo - (1990) Lingua rimata comica creata, in apparenza, da sUmUs cAcOOnUs, D.E. (la cui vera identità non è stata ancora determinata).
- Fyksian - Creato dall'inventore di James Wong,.
- Flestrin - (1999) Lingua fantasy creata da Maurizio Rovatti.
- Galosrovi - (2022) Lingua creata da M. “Marcy” Widiawan.
- Lara - (1991) Creata da Alessandro Pedicelli e sviluppata assieme ad una propria fanta-cultura, fanta-storia e fanta-popolo per mezzo di contributi esterni.
- Mila - (2016) Lingua aliena creata da Gary J Taylor-Raebel.
- Monellico - (2019) Creata dal torinese Alessio Termini, deriva dai dialetti ionici del greco antico mescolati a lingue celtiche e romanze (occitano, franco-provenzale, ligure, piemontese).
- Siwa - (2022) Ipotetica lingua proto-indoeuropea sviluppatasi in America creata da Étienne L. Poisson.
- Thosk - (1992) Lingua alternativa creata da Dean Easton.
- Venedico - (2002) Una lingua della storia alternativa di Ill Bethisad, creata da Jan van Steenbergen.
- Verduriano - (1978) Uno dei molti linguaggi del mondo immaginario di Almea, creato da Mark Rosenfelder.

## Lingue ausiliarie

### Verbali storiche
Lingue pubblicate ufficialmente prima del 1952:
- Adjuvilo - (1908) Progettata per creare dissenso all'interno del movimento idista da Claudius Colas.
- Antido - (1924) Creata da René de Saussure.
- Communicationssprache - (1839) Creata da Joseph Schipfer.
- Dutton World Speedwords - (1935-36) Creata da Reginald J.G. Dutton.
- Esperanto - (1887) La lingua ausiliaria che ha avuto maggior successo nel mondo, creata da Ludwik Lejzer Zamenhof.
- Esperanto II - (1937) Un progetto di riforma dell'Esperanto, creato da René de Saussure.
- Idiom Neutral - (1902) Creato dall'Accademia Internazionale della Lingua Universale sotto la leadership di Waldemar Rosenberger.
- Ido - (1907) Una versione riformata dell'Esperanto, creata da Louis de Beaufront.
- Interlingua (IALA) - (1951) Creata dai linguisti della IALA (International Auxiliary Language Association).
- Latino sine flexione - (1903) Una versione semplificata del Latino, creata dal matematico Giuseppe Peano.
- Mondial - (1943) Creata da Helge Heimer.
- Mundolinco - (1888) Il primo esperantido della storia.
- Novial - (1928) Una lingua basata sull'Ido e l'Occidental, creata da Otto Jespersen.
- Nov latin - (1890) - Semplificazione del latino, proposta dallo scienziato Daniele Rosa.
- Occidental - (1922) Ribattezzata in seguito "interlingue", creata da Edgar de Wahl.
- Solresol - (1817) Una delle prime lingue ausiliarie, creata da Jean François Sudre.
- Sona - (1935) Creata da Kenneth Searight.
- Spokil - (1887 o 1890) Creata da Adolphe Nicolas.
- Universalglot - (1868) Una lingua a posteriori creata dal linguista francese Jean Pirro.
- Volapük - (1879-1880) Creata da Johann Martin Schleyer.

### Verbali recenti
Lingue pubblicate dopo il 1952, cioè successive all'Interlingua della IALA. Alcune di queste sono state pubblicate solo su Internet:
- Codice DAT - lingua artificiale (2011) Scoperta da Dorotea Assenova Trifonova.
- 353 - (2003) Creata da Marcelo Martinelli.
- Afrihili - (1970) Progettata come lingua franca africana, creata da K. A. Kumi Attobrah
- Atlango - (2002) Una lingua semplice, neutrale ed altamente eufonica; creata da Richard A. Antonius.
- Babyish -
- Babm - (1963) Creata dal filosofo giapponese Rikichi [Fuishiki] Okamoto.
- Baza - Proposta di riforma dell'Esperanto per ridurne il vocabolario a circa 450 parole.
- Comunleng - (2000)
- Dunia - (1996) Creata da Ed Robertson.
- Ekspreso - (1996) Creata da Jay Bowks.
- Esperando - (2000) Creata da Jay Bowks.
- Europanto - (1996) Considerato uno scherzo dal suo creatore, Diego Marani.
- Europeano - (2002) Una versione moderna del Latino sine flexione, creata da Jay Bowks.
- Fasala - (2004)
- Fasile - (1999) Creata da Balduino Egon Breitenbach.
- Folkspraak - (1995) Un idioma basato sulle lingue germaniche.
- Frater2 - (1997) Creata da Paul O. Barlett
- Glosa - (1972-1992) Creata da Wendy Ashby e Ronald Clark.
- Indoeuropeo moderno - (2006) Lingua ausiliaria ispirata al proto-indoeuropeo creata dall'Associazione Culturale Dnghu che la propone come futura lingua ufficiale dell'Unione europea.
- Interslavo - (2006-2017) Lingua zonale per gli slavofoni, creata sotto la supervisione di Jan van Steenbergen e Vojtěch Merunka
- Kotava - (1978) Creata da Staren Fetcey.
- Lara - (1991) Creata da Alessandro Pedicelli.
- Le Raubser - lingua artificiale creata da Luigi Orabona[1]
- Lingua Indaco - (2015) Creata da Massimo Acciai.
- Lingua Franca Nova - (1965) Creata da Dr. C. George Boeree.
- Lingua sistemfrater - (1957) Creata dal linguista vietnamita Phạm Xuân Thái.
- Lingwa de Planeta - (2006)
- Mondlango - (2002) Un esperantido creato da He Yafu.
- Neo - (1937) Creata dal diplomatico belga Arturo Alfandari e pubblicata nel 1963.
- Neoispano - (1973)
- Picture Language - (1989) Creata da Wally Flint.
- Poliespo - un'estensione dell'Esperanto che usa parole Cherokee, creata dal condannato a morte Billy Joe Waldon.
- Progressiva - (2003) Creata da Mattia Suardi.
- Prolinguo - (1983) Creata da Piero Capponi.
- Romana - (2003) Creata da Dan Tohatan.
- Románico - (1991) Un esperantido che combina insieme Esperanto, Ido e Interlingua.
- Romanova - (1999) Creata da David Crandall, Robert Hubert e Michael Edwards.
- Safo - (1956) Creata da Andreas Eckardt.
- Semitish - Creata da Nizar Habash per aiutare a trovare unità tra le culture palestinesi e israeliane.
- Sermo - (2003) Creata da Jose Soares Da Silva.
- Slovianski - (2006) Creata da Ondrej Rečnik, Gabriel Svoboda, Jan van Steenbergen e Igor Polyakov.
- Special English - (1959) Creata dalla United States Information Agency.
- Tao - (1977) Lingua creata da Lari Larino.
- Toki Pona - (2001) Creata da Sonja Elen Kisa.
- Unish - (2000) Creata da Language Research Institute dell'università di Sejong.
- Uropi - (1986) Creata dal linguista francese Joël Landais.
- Vling - (2003) Un esperantido orientale, creato da Victor Medrano.
- Vorlin - (1991) Creata da Rick Harrison secondo un "compromesso tra criteri tecnici ed estetici".
- Womeze - (2012) Un esperantido creato da Michele Guglielmino.
- Womezo - (2022) Un esperantido creato da Michele Guglielmino.
- Womishe - (2020) Un esperantido creato da Michele Guglielmino.
- Xomeze - (2009) Un esperantido creato da Michele Guglielmino.
- Yvle - (2005) Creata da ahhon.
- Neolatino (2006)

### Verbali controllate
- Basic English - (1930) Una versione semplificata dell'Inglese, creata da Charles Kay Ogden.
- Basic Global English (PDF), su www1.ku-eichstaett.de. URL consultato il 18 febbraio 2006 (archiviato dall'url originale il 30 dicembre 2005).
- Communicationssprache - (1839) Una versione semplificata del francese, creata da Joseph Schipfer.
- EasyEnglish - Una versione semplificata dell'Inglese, creata dall'organizzazione internazionale paraecclesiastica Wycliffe Bible Translators.
- Globish - Una versione semplificata dell'Inglese usata dai locutori di madrelingua non inglese.
- Special English - Una versione semplificata dell'Inglese utilizzata dalla stazione radiofonica statunitense Voice of America.
- Espanhole - (2022) Una versione semplificata e standardizzata dello spagnolo a cura di Michele Guglielmino.

### Non verbali

#### Grafiche
- Blissymbolics - (1949) di Charles K. Bliss. Un sistema di scrittura pittografico.
- Intac - (1969) di Anthony Page.
- Vidling - (1990) di Mirko Marcetta.

#### Gestuali
- Gestuno - (1951) La lingua dei segni internazionale usata nei global forum.
- Signuno - (1991) Una lingua dei segni basata sull'Esperanto.

## Lingue logiche o filosofiche

### Verbali
- aUI - (1979) Lingua logico-matematica creata da John W. Weilgart.
- Ceqli - (1996) Creata da Rex F. May.
- Eaiea - (1990) Creata da Bruce Koestner.
- EverLang - (1997) Creata da Fabrizio Lucente, su base etologica-zoosemiotica modellizza relazioni reali tra Organismi viventi.
- Ithkuil - (1978-2004) Creata da John Quijaida.
- Láadan - (1982) Dal racconto di fantascienza Native Tongue di Suzette Haden Elgin.
- Loglan - (1955) Creata da James Cooke Brown.
- Lojban - (1987) Basata sul precedente Loglan, creata dal Logical Language Group.
- Ro - (1906) Creata da John Wilkins e Edward Powell Foster.
- Toki Pona - (2001) Basata sul Taoismo, creata da Sonja Elen Kisa.

### Rappresentazioni concettuali
- CycL - Sviluppato da Ramanathan V. Guha.
- Il progetto Distributed Language Translation usa una versione dell'esperanto in "codice binario" come linguaggio pivot tra la lingua sorgente e la sua traduzione.
- KIF - Sviluppato da Michael Genesereth e altri collaboratori.
- Lincos - (1960) Sviluppato dal Dr. Hans Freudenthal.
- Loom - Sviluppato da un gruppo di ricerca dell'Università della California Meridionale.
- Pasitelegrafia - (1851) Ideato da Graziadio Isaia Ascoli